# Veenendaal-Veenendaal Classic 2024
La Veenendaal-Veenendaal Classic 2024, trentasettesima edizione della corsa e valevole come evento dell'UCI Europe Tour 2024 categoria 1.1, si svolse il 18 maggio 2024 su un percorso di 171,6 km, con partenza e arrivo da Veenendaal, nei Paesi Bassi. La vittoria fu appannaggio del norvegese Tord Gudmestad, il quale completò il percorso in 3h36'06", alla media di 47,645 km/h, precedendo il belga Simon Dehairs e l'olandese Dylan Groenewegen.
Sul traguardo di Veenendaal 93 ciclisti, dei 135 partiti dalla medesima località, portarono a termine la competizione.

## Squadre e corridori partecipanti
| N.    | Cod. | Squadra                   |
| ----- | ---- | ------------------------- |
| 1-7   | JAY  | Team Jayco AlUla          |
| 11-17 | ADC  | Alpecin-Deceuninck        |
| 21-27 | ARK  | Arkéa-B&B Hotels          |
| 31-37 | IWA  | Intermarché-Wanty         |
| 41-47 | DFP  | Team DSM-Firmenich PostNL |
| 51-57 | TVL  | Team Visma-Lease a Bike   |
| 61-67 | BWB  | Bingoal WB                |
| 71-77 | CJR  | Caja Rural-Seguros RGA    |
| 81-85 | LTD  | Lotto Dstny               |
| 91-96 | Q36  | Q36.5 Pro Cycling Team    |

| N.      | Cod. | Squadra                        |
| ------- | ---- | ------------------------------ |
| 101-105 | TDT  | TDT-Unibet                     |
| 111-117 | TFB  | Team Flanders-Baloise          |
| 121-127 | TUD  | Tudor Pro Cycling Team         |
| 131-137 | UXM  | Uno-X Mobility                 |
| 141-147 | BCY  | Beat Cycling Team              |
| 151-157 | SWY  | Diftar Continental Cyclingteam |
| 161-167 | ICA  | Israel Premier Tech Academy    |
| 171-177 | MET  | Metec-Solarwatt p/b Mantel     |
| 181-187 | PHV  | Parkhotel Valkenburg CT        |
| 191-197 | VWT  | VolkerWessels Cycling Team     |

## Ordine d'arrivo (Top 10)
| Pos. | Corridore         | Squadra    | Tempo    |
| ---- | ----------------- | ---------- | -------- |
| 1    | Tord Gudmestad    | Uno-X      | 3h36'06" |
| 2    | Simon Dehairs     | Alpecin    | s.t.     |
| 3    | Dylan Groenewegen | Jayco      | s.t.     |
| 4    | Matteo Moschetti  | Q36.5      | s.t.     |
| 5    | Luca Mozzato      | Arkéa      | s.t.     |
| 6    | Itamar Einhorn    | Israel     | s.t.     |
| 7    | Joel Nicolau      | Caja Rural | s.t.     |
| 8    | Jarne Van de Paar | Lotto      | s.t.     |
| 9    | Miká Heming       | Tudor      | s.t.     |
| 10   | Niklas Märkl      | DSM        | s.t.     |